# Michail Timofejewitsch Kalaschnikow

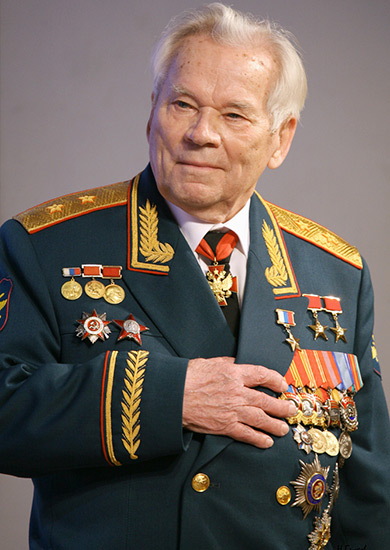
Michail Timofejewitsch Kalaschnikow

Michail Timofejewitsch Kalaschnikow (russisch Михаи́л Тимофе́евич Кала́шников, wiss. Transliteration Michail Timofeevič Kalašnikov; * 10. November 1919 in Kurja, Gouvernement Altai, Russische SFSR; † 23. Dezember 2013 in Ischewsk, Udmurtien, Russland) war ein russischer Waffenkonstrukteur und Generalleutnant. Er entwarf das sowjetische Sturmgewehr Kalaschnikow AK-47, mit geschätzt knapp 80 Millionen Stück eine der meistproduzierten Waffen der Welt. Die Abkürzung AK-47 steht für Awtomat Kalaschnikowa obrasza 1947. Kalaschnikow wurde zweimal als Held der sozialistischen Arbeit und außerdem als Held der Russischen Föderation ausgezeichnet.

## Leben

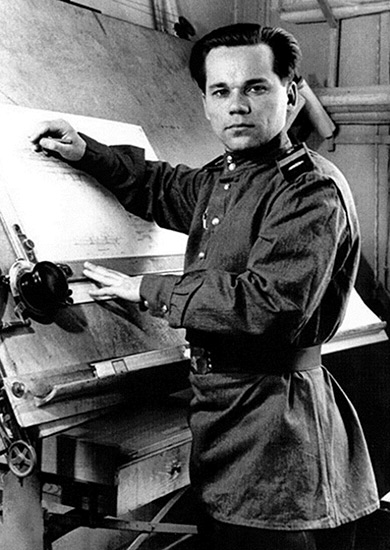
Michail Kalaschnikow mit Zeichenentwurf um 1944

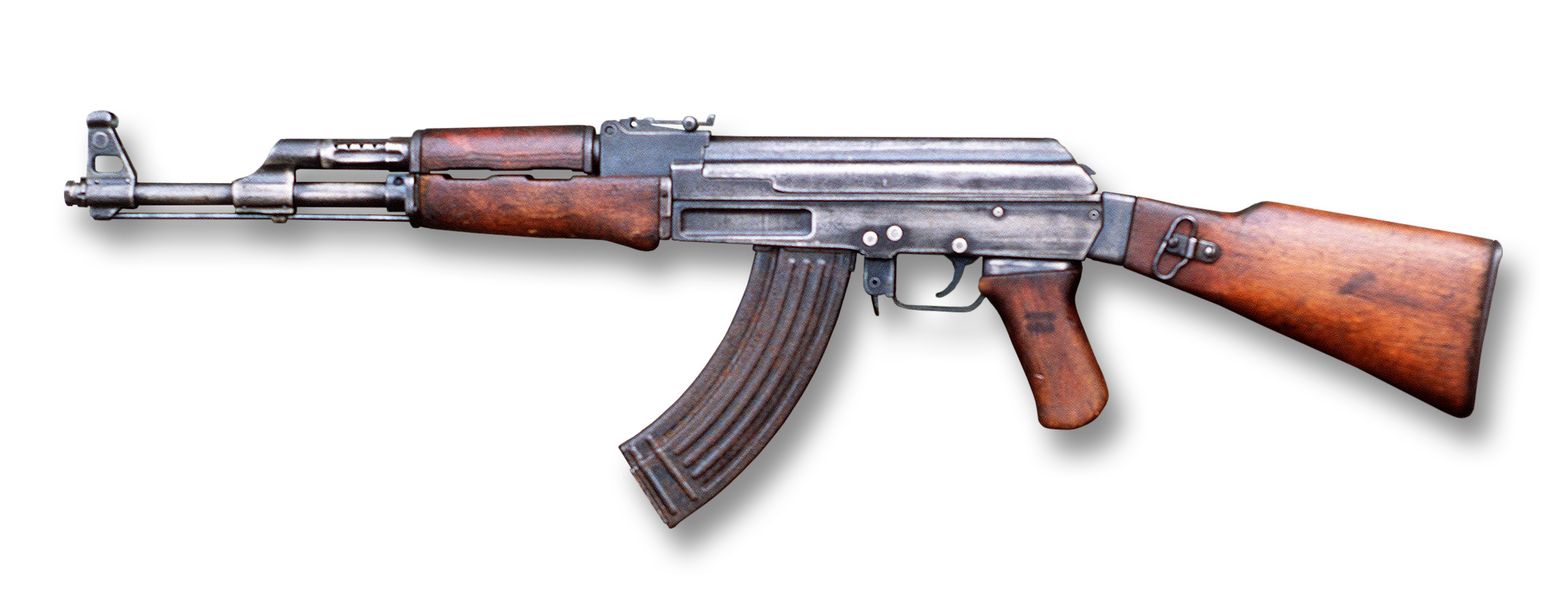
Sturmgewehr AK-47 Typ II

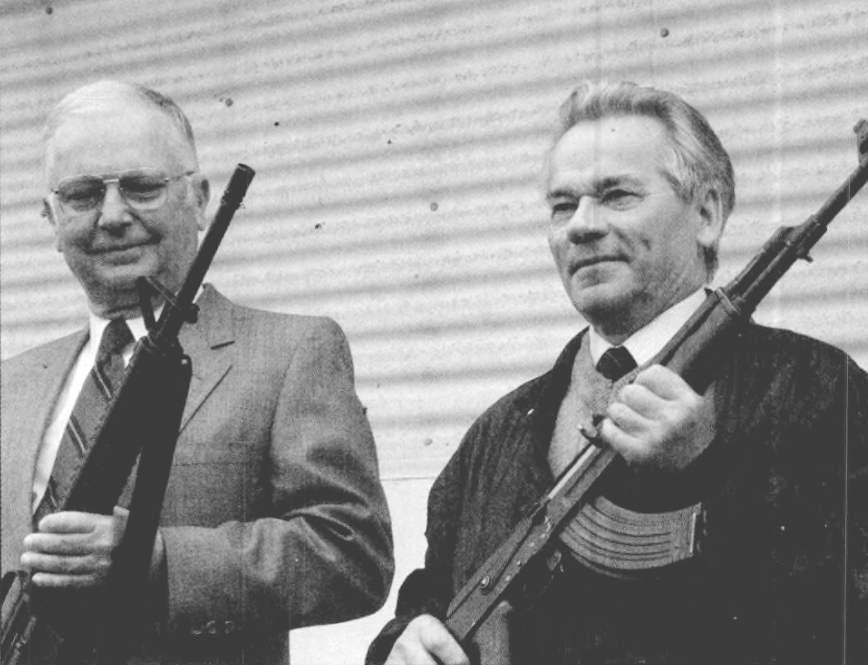
Stoner und Kalaschnikow mit ihren Erfindungen Ende des Kalten Krieges 1990

Im Jahr 1930 wurde Kalaschnikow mit seiner Familie vom stalinistischen Regime im Zuge der sogenannten Entkulakisierung in das Gebiet von Tomsk deportiert. 1936 verließ er die Schule und begann eine technische Ausbildung bei der Turkestan-Sibirischen Eisenbahn, bei der er als Techniker arbeitete. Mit 19 Jahren wurde er zur Roten Armee eingezogen und diente anfangs in der Fahrschule und der Instandhaltung. In der Anfangsphase des Deutsch-Sowjetischen Krieges kämpfte Kalaschnikow als Panzerkommandant, bis sein Panzer im Herbst 1941 in der Schlacht bei Brjansk in Brand geschossen und er an der Schulter schwer verwundet wurde. Im Lazarett hörte er, wie sich Infanteristen über die russischen Waffen beklagten, und begann daraufhin, erste Konzepte für ein neues Gewehr zu entwerfen.
Kalaschnikow stieg danach zum führenden Waffenkonstrukteur der UdSSR auf. 1947 präsentierte er als Prototyp das Sturmgewehr AK, das die Sowjetarmee ab 1949 einführte. 1959 wurde es, um die Herstellung zu vereinfachen, modernisiert und fortan unter der Bezeichnung AKM (M für modernisirowannyj, modernisiert) geführt.
Die Waffenfabrik von Ischewsk im mittleren Ural ist die Geburts- und Produktionsstätte der Kalaschnikow. Kein anderes russisches Fabrikat hat so weitgehend den Weltmarkt erobert wie diese Waffe. Sie wurde in den folgenden Jahrzehnten von zahlreichen Ländern weltweit nachgebaut und modifiziert; sie diente als Standardbewaffnung der Infanterie vieler Armeen, darunter in sieben der acht Mitgliedstaaten des Warschauer Vertrages (nur die Tschechoslowakei ging mit dem Sturmgewehr Sa vz. 58 eigene Wege). Der Automat Kalaschnikow wurde an viele kommunistisch orientierte Länder der Dritten Welt geliefert und findet nicht zuletzt deshalb bei vielen Guerilla-Truppen bis heute Verwendung. Das AK-47, einschließlich aller Weiterentwicklungen und Versionen (beispielsweise AK-74), wurde bisher etwa 80 bis 100 Millionen Mal gebaut.
Bis zu seinem Tod lebte er zurückgezogen in Ischewsk von einer bescheidenen Pension. Nach dem Erfolg einer Wodka-Marke Kalaschnikow, an der der Waffenkonstrukteur nicht beteiligt ist, bot Kalaschnikow in Zusammenarbeit mit der Firma Marken Marketing International aus Solingen unter seinem Namen Konsumartikel wie Taschenmesser und Uhren an.
Anlässlich einer UNO-Konferenz 2006 zum Thema Kleinwaffen äußerte Kalaschnikow in einer Erklärung „Bestürzung“ darüber, „dass gerade seine Gewehre überall auf der Welt so viel Unheil anrichteten“, und kritisierte das Fehlen einer wirksamen internationalen Kontrolle des Waffenhandels. Allerdings ließ er sich zu runden Geburtstagen seiner Erfindung regelmäßig gerne feiern, so auch 2007, als die Kalaschnikow 60 Jahre alt wurde. In einem Brief vom 7. April 2013 schrieb Kalaschnikow, der nach eigener Aussage im Alter von 91 Jahren erstmals eine Kirche besuchte und sich später taufen ließ, an den Patriarchen der russisch-orthodoxen Kirche Kyrill I., dass er sich frage, ob er „die Schuld für den Tod von Menschen trage, selbst wenn sie Feinde waren“, und sein „seelischer Schmerz“ sei „unerträglich“.

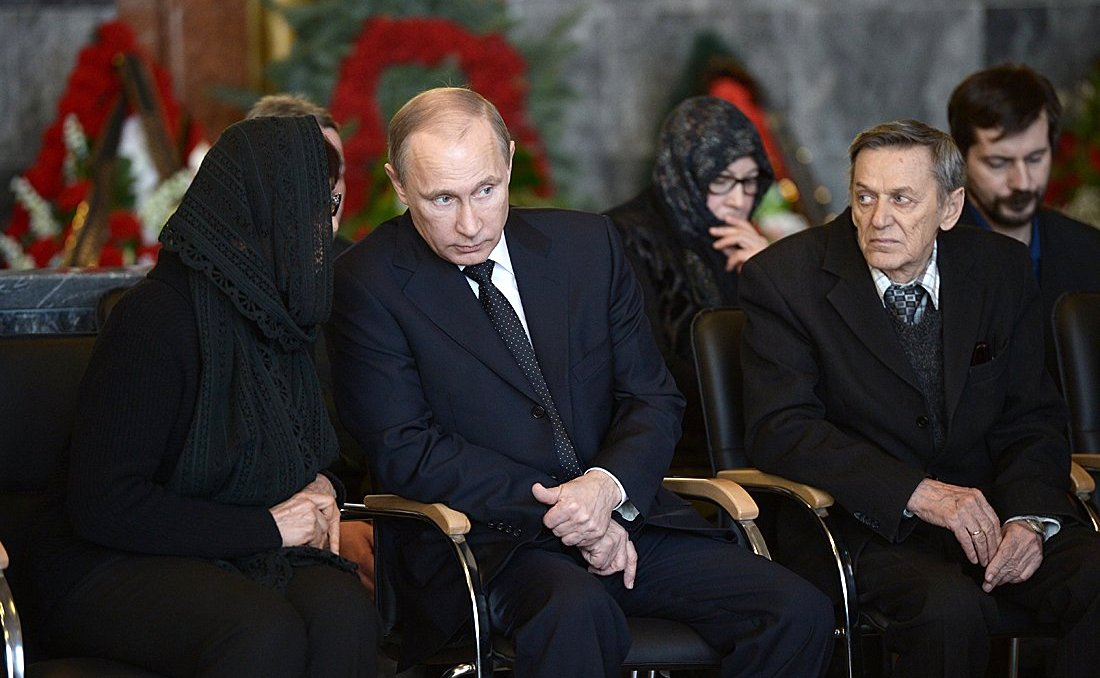
Wladimir Putin bei der Beerdigung Kalaschnikows neben dessen Sohn Viktor

Im November 2013 erlitt Kalaschnikow einen Schwächeanfall, er wurde in eine Klinik nach Ischewsk, Udmurtien, gebracht. Dort verstarb er am 23. Dezember 2013.
Michail Kalaschnikow wurde am 27. Dezember 2013 im Heldenpantheon des Militärgedenkfriedhofs der Russischen Föderation in Mytischtschi bei Moskau beigesetzt.

## Familie
Kalaschnikows Sohn Viktor (1942–2018) war ebenfalls Waffenkonstrukteur. Er leitete unter anderem Entwicklerteams, welche die PP-19 Bison und die PP-19-01 „Witjas“ entwarfen.

## Ehrungen
Kalaschnikow erhielt für seine Erfindung zweimal den Titel Held der sozialistischen Arbeit (1958 und 1976), dreimal den Leninorden (1958, 1969, 1976), den Stalinpreis (1949), den Leninpreis (1964), den Orden der Oktoberrevolution (1974) und Orden des Roten Banners der Arbeit (1957). 1971 wurde ihm der Doktortitel für Technische Wissenschaften verliehen. Der russische Präsident Boris Jelzin verlieh Kalaschnikow 1994 anlässlich seines 75. Geburtstages den Orden Für hervorragende Dienste für das Vaterland zweiter Klasse und ernannte ihn zum Generalmajor. 1999 wurde er zum Generalleutnant befördert.
Anlässlich seines 90. Geburtstages wurde Michail Timofejewitsch Kalaschnikow am 10. November 2009 durch einen Erlass des russischen Präsidenten Dmitri Medwedew die Auszeichnung „Held der Russischen Föderation“ verliehen.
Kalaschnikow ist Namensgeber des Konzerns Kalaschnikow.

Am 19. September 2017 wurde in Moskau von Kulturminister Wladimir Medinski ein von dem Bildhauer Salawat Schtscherbakow geschaffenes Denkmal eingeweiht, das eine überlebensgroße Statue Kalaschnikows darstellt, mit dem berühmten Sturmgewehr AK-47 in den Händen. Auf der Rückseite des Sockels befindet sich ein Relief, das verschiedene andere Waffen Kalaschnikows zeigt. Durch ein Versehen des Bildhauers gelangte darunter eine Explosionszeichnung des deutschen StG 44, die nach der Einweihung wieder entfernt wurde.

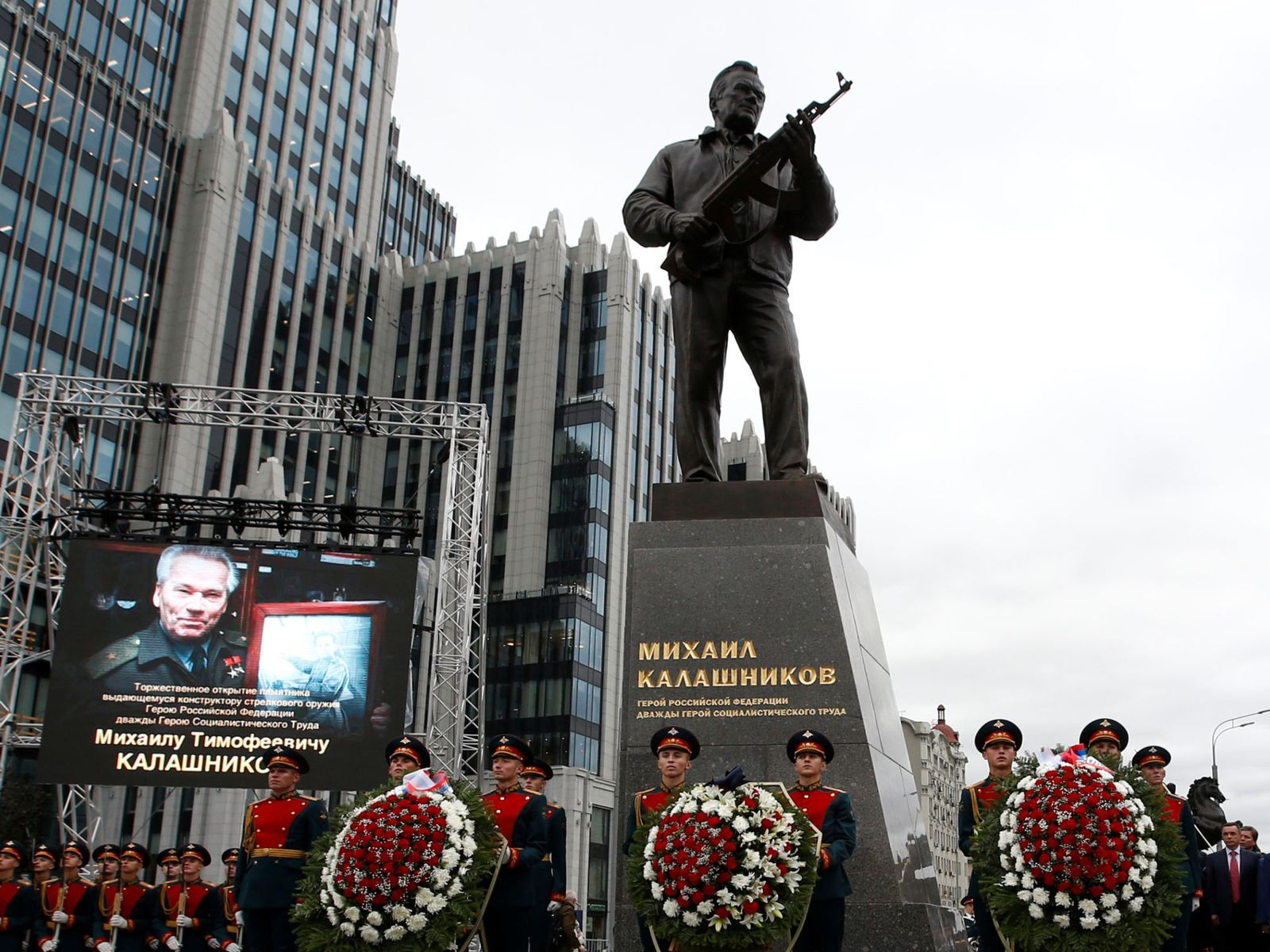
Kalaschnikow-Denkmal in Moskau
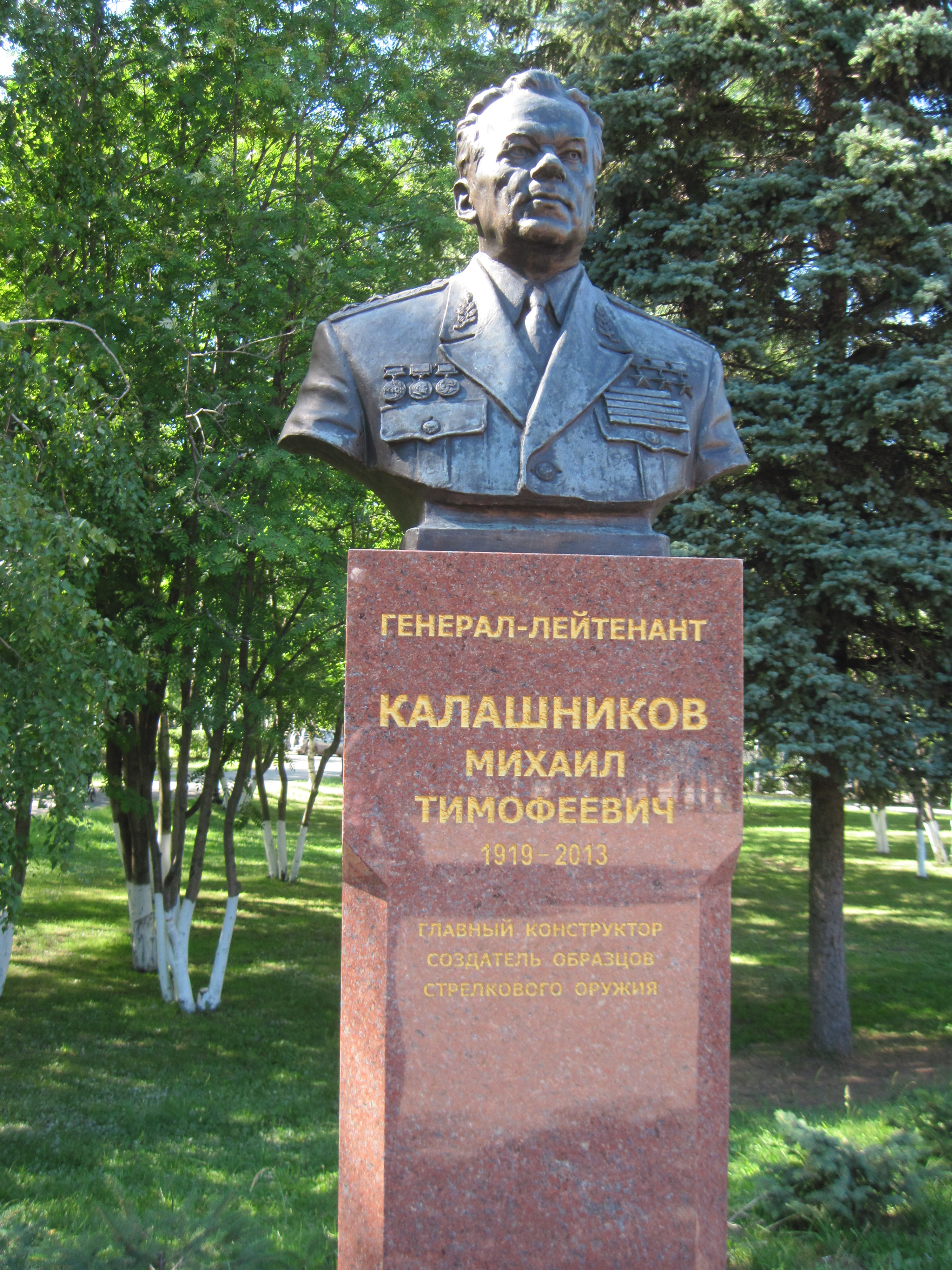
Büste Kalaschnikows in Ischewsk
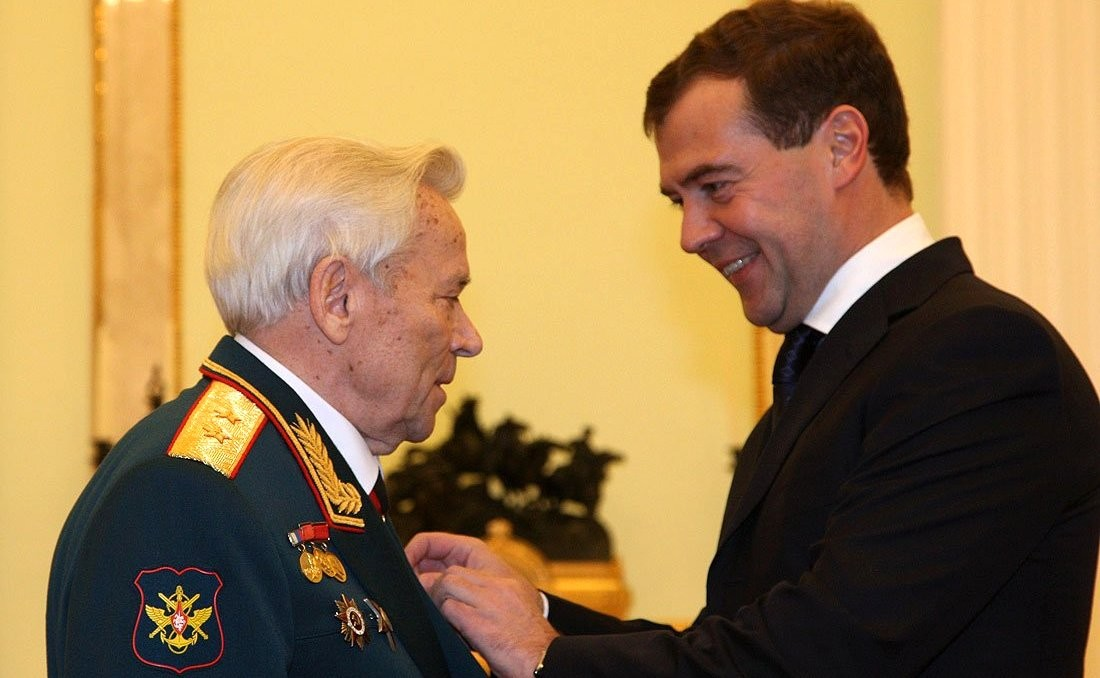
Kalaschnikow mit dem damaligen russischen Präsidenten Dmitri Medwedew
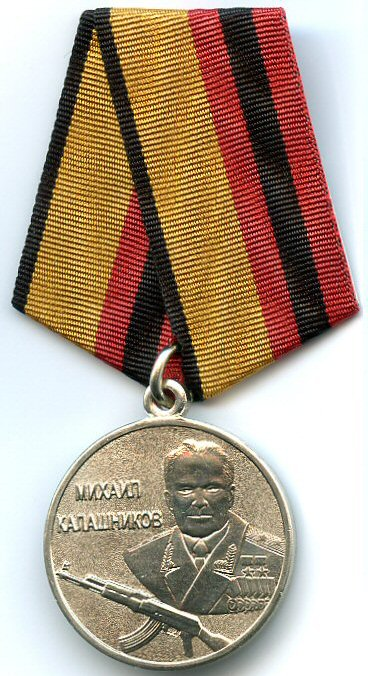
Medaille „Michail Kalaschnikow“ für herausragende Leistungen in der russischen Rüstungsgüter-Herstellung
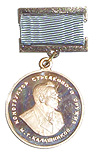
„Medaille des Kleinwaffen-Entwicklers M. T. Kalaschnikow“, eingeführt im Jahr 2008
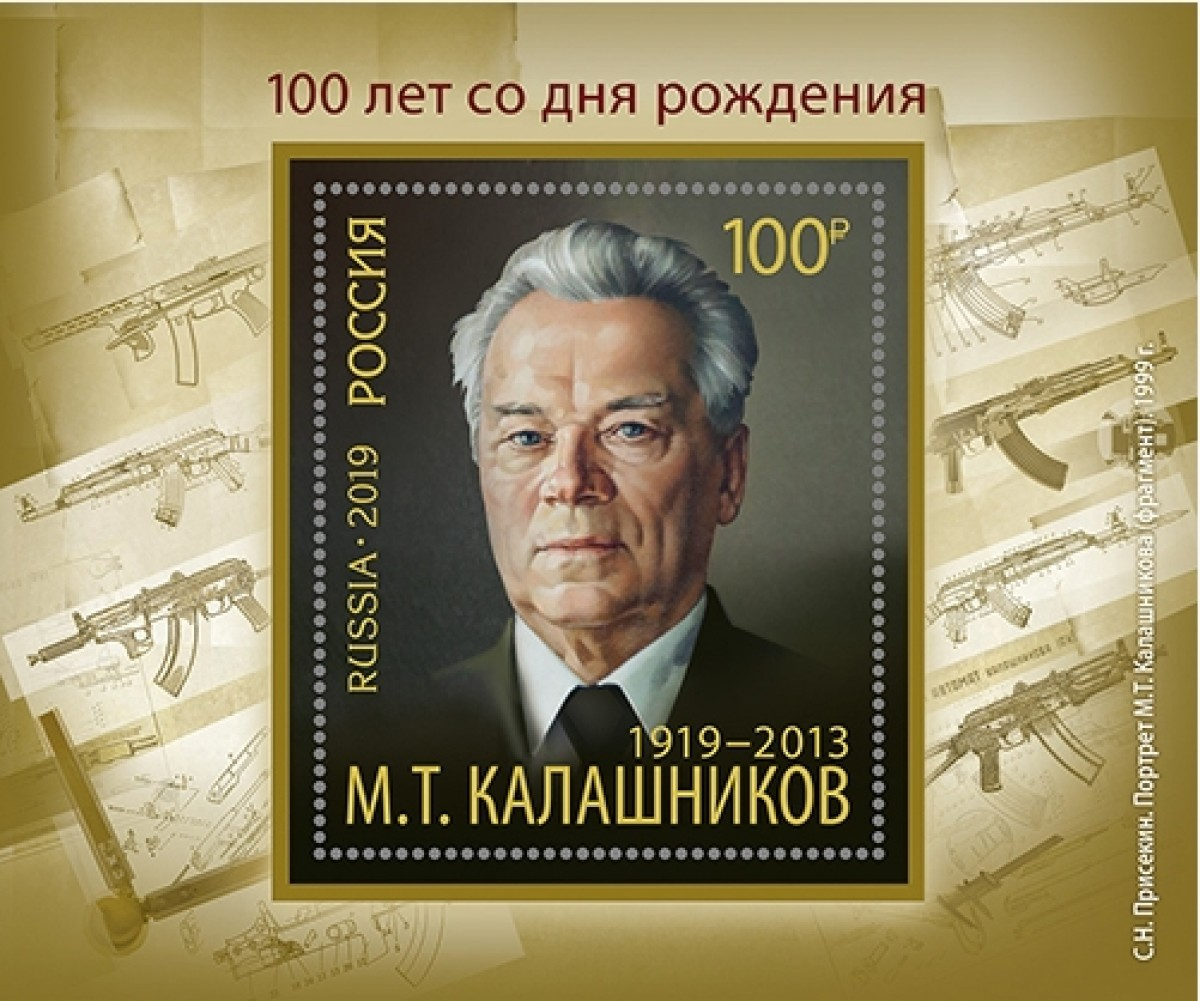
Eine im Jahr 2019 anlässlich Kalaschnikows 100. Geburtstag herausgegebene Briefmarke
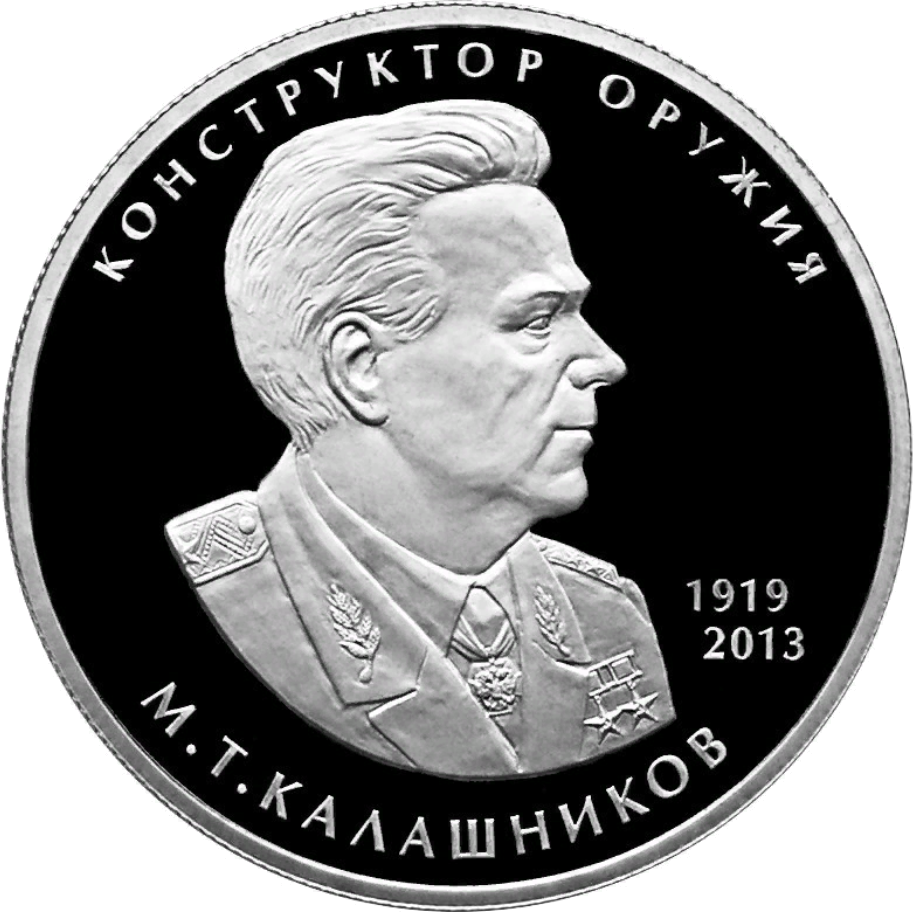
Russische Silbermünze, ebenfalls im Jahr 2019 herausgegeben

## Zitate
- „Als junger Mann habe ich irgendwo Folgendes gelesen: Gott der Allmächtige sagte, ‚Alles zu Komplizierte ist unnötig, und das Notwendige ist einfach.‘ … Und das wurde zu meinem Lebensmotto - Ich habe Waffen zur Verteidigung der Grenzen meines Vaterlandes so konstruiert, dass sie einfach und zuverlässig sind.“[20]
- „Schon bei der ersten Feuererprobung wurden einige Konstruktionen gänzlich verworfen und nicht einmal zur Nacharbeit empfohlen. Für einen Konstrukteur ist dies ein schwerer Schlag, wenn das Werk vieler schlafloser Nächte plötzlich abgelehnt wird. Doch es ist schon besser, es kommt so, als wenn Tausende von Soldaten im Gefecht in Bedrängnis geraten, womöglich von ihrer Waffe im Stich gelassen werden.“ (Kalaschnikow zum Auswahlverfahren zur neuen sowjetischen Ordonnanzwaffe)[21]
- „Beschuldigt die Nazi-Deutschen, dass ich Waffenkonstrukteur wurde … Ich wollte immer landwirtschaftliche Maschinen konstruieren.“[22]

## Film
AK-47 - Kalaschnikow ist eine im Jahr 2020 erschienene russische Filmbiografie. Diese handelt von der Entwicklung des AK-47 aus Sicht Kalaschnikows.

## Belege
1. ↑  Johann Althaus: 100 JAHRE KALASCHNIKOW, Seine Waffe ist tödlicher als Bomben oder Raketen. In: Welt.de. 10. November 2019, archiviert vom Original am 30. Dezember 2019; abgerufen am 30. Dezember 2019.
2. ↑  Swetlana Kalmykowa: Калашникова похоронят в Ижевске (deutsch: Kalaschnikow wird in Ischewsk begraben). In: Stimme Russlands. 23. Dezember 2013, archiviert vom Original am 23. Dezember 2013; abgerufen am 25. Dezember 2013 (russisch, Deutsche Ausgabe der Seite).
3. ↑  Phillip Killicoat: Weaponomics: The Global Market for Rifles. In: World Bank Policy Research Working Paper 4202 (Post-Conflict Transitions Working Paper No. 10). University of Oxford, April 2007, S. 3, abgerufen am 21. September 2021.
4. ↑  Vergleiche Col Brooke Nihart: Museum Honors Two World-Class Weapons Designers. In: Fortitudine. Band 20, Nr. 2, 1990, S. 16; PDF.
5. ↑  Alexei Makartsev: Michail Kalaschnikow wäre 100 geworden – BNN-Redakteur traf Sturmgewehr-Erfinder. In: Badische Neuste Nachrichten. 9. November 2019, archiviert vom Original am 30. Dezember 2019; abgerufen am 30. Dezember 2019.
6. ↑  Ulf Mauder: Russland feiert, Vor 100 Jahren wurde Sturmgewehr-Erfinder Kalaschnikow geboren. In: Badische Zeitung. 7. November 2019, archiviert vom Original am 30. Dezember 2019; abgerufen am 30. Dezember 2019.
7. ↑  Johann Althaus: 100 JAHRE KALASCHNIKOW, Seine Waffe ist tödlicher als Bomben oder Raketen. In: Welt.de. 10. November 2019, archiviert vom Original am 30. Dezember 2019; abgerufen am 30. Dezember 2019.
8. ↑  Ulf Mauder: Russland feiert, Vor 100 Jahren wurde Sturmgewehr-Erfinder Kalaschnikow geboren. In: Badische Zeitung. 7. November 2019, archiviert vom Original am 30. Dezember 2019; abgerufen am 30. Dezember 2019.
9. ↑  Deutschlands unrühmliche Spitzenposition. In: Spiegel Online. 27. Juni 2006, abgerufen am 25. Dezember 2013.
10. ↑  DW-TV: Journal Reporter vom 26. August 2007, ein Beitrag zum 60. Geburtstag der Kalaschnikow
11. ↑  Gewissensbisse wegen Gewehr-Erfindung, Spiegel Online, 13. Januar 2014
12. ↑  Erfinder der Sturmgewehrs AK-47 – Michail Kalaschnikow ist tot. Süddeutsche Zeitung, 23. Dezember 2013, abgerufen am 24. Dezember 2013.
13. ↑  Russian weapons designer Kalashnikov Jr. passes away. In: tass.com. 28. März 2018, abgerufen am 2. Januar 2021 (englisch).
14. 1 2 3 4  Michail Kalaschnikow in der Enzyklopädie des Verteidigungsministerium der Russischen Föderation. Abgerufen am 20. April 2018 (russisch).
15. ↑  Biografie Kalaschnikows im Portal warheroes.ru (russisch)
16. ↑  RIA Novosti: Kalaschnikow zum 90. als Held Russlands geehrt (Memento vom 18. November 2009 im Internet Archive) 10. November 2009
17. ↑  Michail Kalaschnikow – Moskau enthüllt Denkmal für Gewehr-Erfinder. In: Spiegel Online. 19. September 2017, abgerufen am 19. September 2017.
18. ↑  Streit um Moskauer Kalaschnikow-Denkmal. In: Der Standard. 22. September 2017, abgerufen am 23. September 2017.
19. ↑  Kalashnikov statue changed because of German weapon. In: bbc.com. 22. September 2017, abgerufen am 23. September 2017 (englisch).
20. ↑  Dmitri Solowjow: Kalashnikov, 90, decries „criminal“ use of rifle. In: Reuters. 26. Oktober 2009, abgerufen am 30. Dezember 2019 (englisch).
21. ↑  Günter Wollert, Reiner Lidschun, Wilfried Kopenhagen: Illustrierte Enzyklopädie der Schützenwaffen aus aller Welt: Schützenwaffen heute (1945-1985). 3. Auflage. Band 2. Brandenburgisches Verlagshaus, Berlin 1993, ISBN 3-89488-059-7, S. 404.
22. ↑  Associated Press via Fox News: AK-47 Inventor Doesn't Lose Sleep Over Havoc Wrought With His Invention. 6. Juli 2007, abgerufen am 30. Dezember 2019 (englisch).

| Personendaten    | Personendaten                                                                                                |
| ---------------- | --- |
| NAME             | Kalaschnikow, Michail Timofejewitsch                                                                         |
| ALTERNATIVNAMEN  | Калашников, Михаил Тимофеевич (russisch); Kalašnikov, Michail Timofeevič (wissenschaftliche Transliteration) |
| KURZBESCHREIBUNG | russischer Waffenkonstrukteur und Generalleutnant                                                            |
| GEBURTSDATUM     | 10. November 1919                                                                                            |
| GEBURTSORT       | Kurja, Gouvernement Altai, Russische SFSR                                                                    |
| STERBEDATUM      | 23. Dezember 2013                                                                                            |
| STERBEORT        | Ischewsk, Udmurtien, Russland                                                                                |